# Vol ExecuFlight 1526
Le 10 novembre 2015, le vol ExecuFlight 1526, un vol charter assuré par un British Aerospace BAe 125 de la compagnie aérienne privée ExecuFlight et reliant Akron à Dayton, dans l'Ohio, décroche et s'écrase dans un quartier résidentiel lors de son approche finale vers l'aéroport international Akron-Fulton (en). Les neuf occupants ont tous été tués dans le crash, mais on ne compte aucune victime ou blessé au sol.

## Contexte

### Avion
L'appareil impliqué est un British Aerospace BAe 125-700A (également connu sous le nom de Hawker 700) construit en 1979 (numéro de série 257072/NA0252). Il a été initialement immatriculé N700HS par un propriétaire privé puis, après être passé par plusieurs autres propriétaires, en changeant souvent son numéro d'immatriculation, il a été acheté par Rais Group International NC LLC le 11 mars 2010, et loué à ExecuFlight.
Cet avion d'affaires est équipé de deux turboréacteurs de type Garrett TFE731-3-1H. Au moment de l'accident, il totalisait 14 948 heures de vol, soit 11 075 cycles de vol (décollages/atterrissages). 

### Passagers et équipage
Il y avait sept passagers, tous employés par la société de gestion immobilière PEBB Enterprises, basée à Boca Raton, en Floride, et deux membres d'équipage à bord du vol 1526 : le commandant de bord Oscar Chávez (40 ans), de nationalité colombienne, et le copilote Renato Marchese (50 ans), de nationalité italienne. Il n'y avait pas d'agents de bord sur ce vol. 
Le commandant de bord travaille pour la compagnie aérienne depuis le 4 juin 2015. Il totalise près de 6 170 heures de vol, dont 3 414 heures en tant que commandant de bord. Son expérience de vol sur le Hawker 700 est de 1 020 heures de vol, dont 670 heures en tant que commandant de bord. 
Le copilote a été embauché par ExecuFlight le 1er juin 2015. Il totalise 4 382 heures de vol dont 3 200 en tant que commandant de bord. Son expérience de vol sur le Hawker 700 est de 482 heures, qu'il a effectuées principalement en tant que copilote.

## Accident
Pendant l'approche, les pilotes ont remarqué que les conditions météorologiques étaient bien pires que prévu. Le copilote, dont le travail aurait dû être d'effectuer le briefing d'approche, a demandé au commandant de bord de le faire. Les pilotes ont alors discuté d'une approche vers la piste 25. Le contrôle aérien d'Indianapolis a demandé au vol 1526 de survoler l'intersection d'approche (en) "HUUVR", à une altitude de 9 000 pieds (2 743 m) et de contacter le contrôle aérien de Cleveland. Les pilotes ont ensuite continué à discuter de l'approche vers la piste 25. Alors qu'ils faisaient cela et que l'avion descendait à 13 500 pieds (4 114 m), un passager est entré dans le cockpit pour parler avec les pilotes. Le commandant de bord a informé le passager qu'il pouvait rester quelques minutes, mais qu'il devrait ensuite repartir.

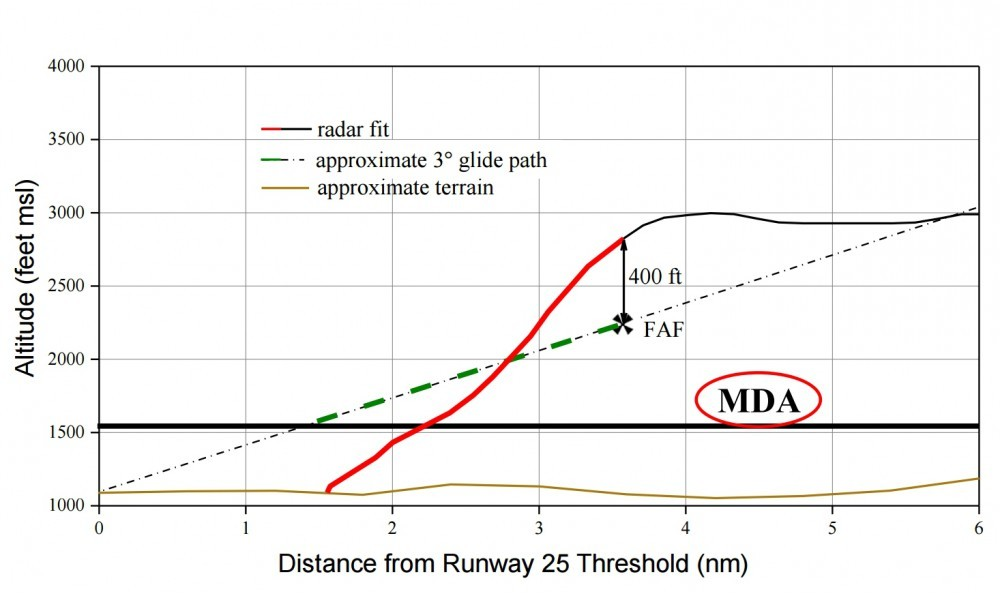
Schéma représentant la trajectoire de descente du vol 1526, par rapport à celle requise pour l'approche.

Alors que le vol 1526 s'approchait d'Akron, ses pilotes reçurent l'ordre de ralentir l'approche, car un Piper PA-28-161 était censé atterrir sur la même piste. L'équipage a alors reçut l'ordre de changer de cap, de ralentir et de rester à une altitude de 3 000 pieds (914 m). Après l'atterrissage, le pilote du Piper signala que la couverture nuageuse s'était dissipée, avec des conditions de visibilité minimale. 
L'équipage reçut l'ordre de descendre davantage, mais ne le fit pas. Pour corriger cela, le copilote commença à augmenter le taux de descente et à ralentir l'avion, près de 20 nœuds en dessous de la vitesse normale. Le taux de descente atteignit 2 000 pieds par minute (10,16 m/s), soit une vitesse deux fois plus élevée que la normale. Le commandant de bord exprima ses inquiétudes à ce sujet, mais ne prit aucune mesure pour y remédier.

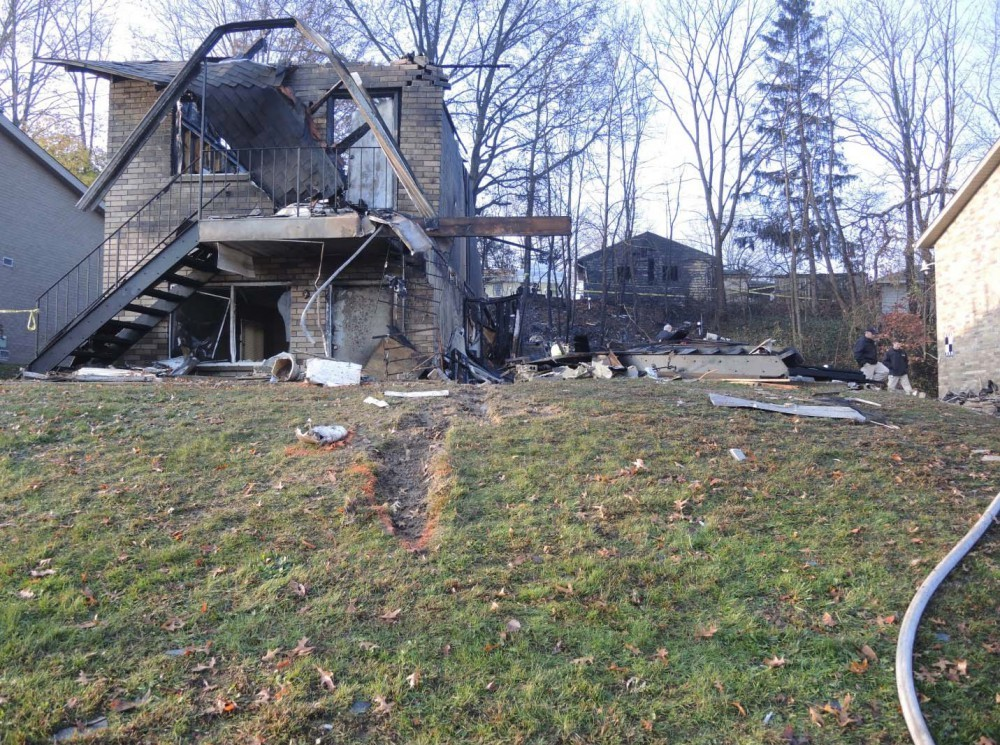
Photo de l'immeuble détruit lors de l'accident.

Environ 14 secondes après avoir atteint l'altitude minimale de 500 pieds (152 m), la vitesse de l'avion avait déjà chuté à 98 nœuds (181 km/h). Lorsque l'équipage a commencé à se stabiliser, l'avion est entré en décrochage et s'est incliné brusquement vers la gauche, avant de s'écraser contre un immeuble résidentiel situé à 3 200 m du seuil de la piste, à 14h53, et de prendre instantanément feu,,. L'appareil a été complètement détruit par l'impact et l'incendie ; il n'y a aucun survivant parmi les sept passagers et les deux membres de l'équipage à bord. La maison a presque entièrement brûlé, mais il n'y a eu aucun mort ou blessé au sol.

## Enquête
Un examen des dossiers de formation des deux pilotes a révélé que le commandant de bord avait été licencié par son précédent employeur, après ne pas s'être présenté lors de la formation, tandis que le copilote avait également été licencié par son dernier employeur, en raison de ses mauvais résultats lors de sa formation. 
Le président d'Execuflight a déclaré qu'il était conscient des lacunes des deux pilotes, mais qu'il avait décidé de les embaucher. Le commandant de bord avait été embauché en raison de sa grande expérience avec le Hawker 700 et après que le président eut été convaincu de ses performances en vol au cours de vols d'essai effectués avant son embauche. Le copilote avait été embauché sur la base d'une recommandation d'un autre pilote de ligne, et dans ce cas également, un vol d'essai avait été utilisé pour examiner ses performances en vol. Aucun effort n'a été fait pour contacter les anciens employeurs des pilotes et s'enquérir de leurs lacunes spécifiques.

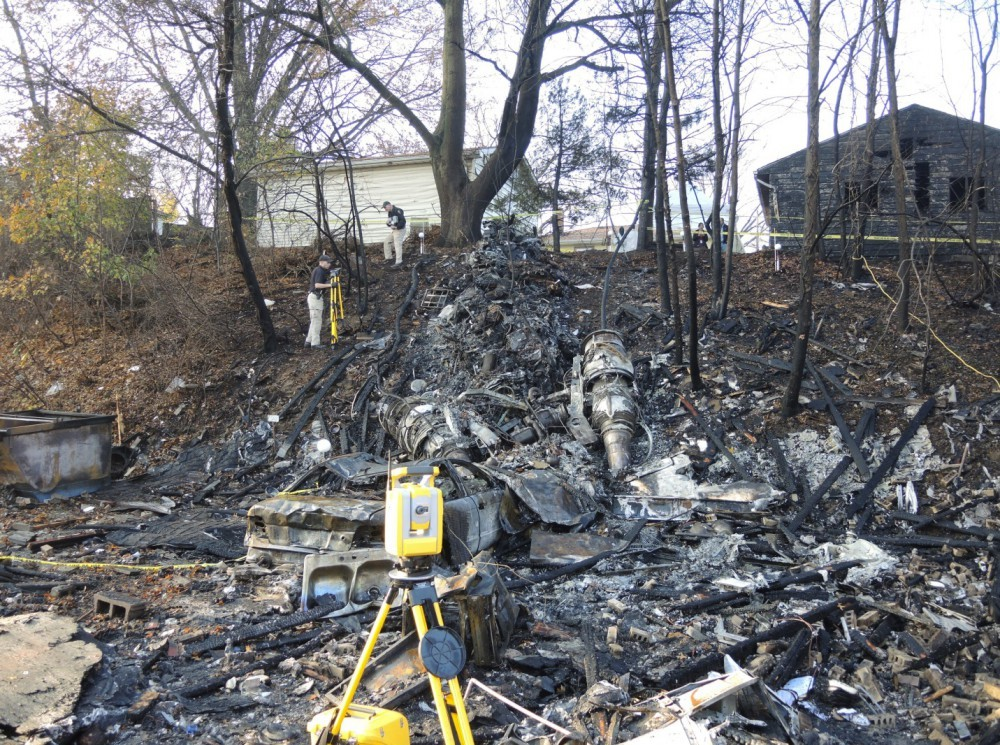
Les débris calcinés de l'avion, photographiés après le crash du vol 1526.

L'enquête du Conseil national de la sécurité des transports (NTSB) a déterminé que la cause probable de l'accident est :

« La mauvaise gestion de l'approche par l'équipage et les multiples écarts par rapport aux procédures opérationnelles standard (SOP) d'Execuflight ont placé l'avion dans une situation dangereuse et ont conduit à une approche non stabilisée, à une descente en dessous de l'altitude minimale de descente (MDA) sans contact visuel avec la piste et à un décrochage aérodynamique. L'attitude désinvolte de la compagnie aérienne à l'égard du respect des normes, du recrutement, de la formation et de la supervision opérationnelle inadéquates de l'équipage, ainsi que l'absence de programme de sécurité formel de la compagnie et la supervision insuffisante par la Federal Aviation Administration (FAA) du programme de formation et des opérations de vol de la compagnie ont contribué à l'accident. »

Des enregistrements et des entretiens avec les collègues des pilotes ont également montré que les pilotes étaient trop fatigués au moment de l'accident, n'ayant dormi qu'environ six heures par nuit en moyenne au cours des nuits précédentes.

## Médias
L'accident a fait l'objet d'un épisode dans la série télévisée Air Crash nommé « Collision meurtrière » (saison 21 - épisode 2)[réf. souhaitée].